# Клеменчево
Клеменчево (словен. Klemenčevo) — поселення в общині Камник, Осреднєсловенський регіон, Словенія. Висота над рівнем моря: 609,9 м.